# Santa Clara, Emiliano Zapata
Santa Clara är en ort i Mexiko.   Den ligger i kommunen Emiliano Zapata och delstaten Hidalgo, i den sydöstra delen av landet, 60 km nordost om huvudstaden Mexico City. Santa Clara ligger 2 493 meter över havet och antalet invånare är 1 571.
Terrängen runt Santa Clara är varierad. Runt Santa Clara är det ganska glesbefolkat, med 47 invånare per kvadratkilometer. Närmaste större samhälle är Calpulalpan, 12,3 km söder om Santa Clara. Trakten runt Santa Clara består till största delen av jordbruksmark.